# 64a edició dels Premis Sant Jordi de Cinematografia
La gala de la 64a edició dels Premis Sant Jordi de Cinematografia era prevista que tingués lloc el 21 d'abril de 2020. Tanmateix, degut a la pandèmia per coronavirus de 2019-2020 es va celebrar finalment el 22 de juliol de 2020 en un programa especial de televisió dirigit per la periodista Montse Soto i transmès per la 2. La cerimònia serà virtual, sense públic, i els premiats enviaran els seus parlaments per videotrucada.
Com en anys anteriors, un jurat presidit per Conxita Casanovas i compost per crítics i periodistes cinematogràfics de Barcelona va decidir mitjançant votació els qui eren els destinataris dels premis Sant Jordi que Ràdio Nacional d'Espanya-Ràdio 4 (RNE) concedeix anualment al cinema espanyol i estranger en els diferents apartats competitius i que en aquesta edició distingien a les pel·lícules estrenades al llarg de l'any 2019. Aquest sistema d'elecció fa que aquests guardons estiguin considerats com un reconeixement de la crítica barcelonina, i a més és un dels premis cinematogràfics més antics de Catalunya. El nom dels guanyadors es va fer públic el 21 de gener de 2020. A més de dos premis a la trajectòria, es va entregar un premi d'honor.

## Premis Sant Jordi

### Premis competitius
| Categoria                              | Premiat                           | Labor premiada                    |
| -------------------------------------- | --------------------------------- | --------------------------------- |
| Millor pel·lícula espanyola            | O que arde                        | Pel·lícula                        |
| Millor actor en pel·lícula espanyola   | Antonio Banderas                  | Dolor y gloria.                   |
| Millor actriu en pel·lícula espanyola  | Marta Nieto                       | Madre Litus                       |
| Millor ópera prima                     | Aritz Moreno                      | Ventajas de viajar en tren        |
| Millor película estrangera             | Portrait de la jeune fille en feu | Pel·lícula                        |
| Millor actor en película estrangera    | John C. Reilly                    | The Sisters Brothers Stan & Ollie |
| Millor actriu en pel·lícula estrangera | Margot Robbie                     | Once Upon a Time in Hollywood     |

### Premis honorífics
| Categoria                       | Premiat                             | Labor premiada                         |
| ------------------------------- | ----------------------------------- | -------------------------------------- |
| Premi de la indústria           | Argimiro Lozano                     | Crítica i jurat dels Premis Sant Jordi |
| Premi especial a la trajectòria | Jorge Sanz                          | -                                      |
| Premi especial a la trajectòria | Ángela Molina                       | -                                      |
| Premi d'honor                   | Maria Assumpció Balaguer i Golobart | -                                      |

## Roses de Sant Jordi
Igual que en anys anteriors, al costat dels Premis Sant Jordi es lliuren les Roses de Sant Jordi. A diferència dels premis de la crítica, les roses són concedides per votació popular entre els oïdors de Ràdio Nacional d'Espanya. El nom dels guanyadors es va donar a conèixer el 6 de març de 2020.
| Categoria                    | Premiada       |
| ---------------------------- | -------------- |
| Millor pel·lícula espanyola  | Dolor y gloria |
| Millor pel·lícula estrangera | Paràsits       |